# محزز الحيود

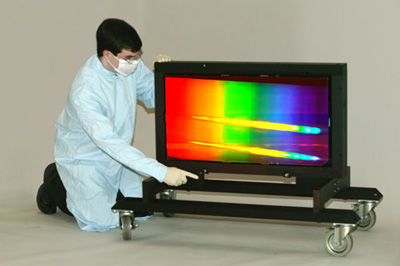
محزز حيود انعكاس كبير جدًا

إنّ مُحَزَّز الحُيود أو مطياف محلل للضوء (أو شبكة الانعراج) هو عنصر بصري ذو طراز منتظم، يقسم الضوء ويحيده إلى عدة حزم ضوئية بعدة اتجاهات. وتتحدد اتجهات تلك الحزم الجديدة وفق تباعد التحزيز وطول الموجة للضوء الساقط، فالمحزز يقوم بعمل عنصر مشتت للضوء. وكثيرًا ما يستخدم محزز الحيود في موحدات اللون (Monochromator) والمطيافات (spectrometer) لهذا الغرض.

مقارنة بين طيفين ، أحدهما بواسطة محزز حيود (1), والآخر ناتج من موشور (2). الموجات الطويلة (أحمر) تتشتت أكثر ولكنها تنكسر أقل من الموجات القصيرة للضوء (بنفسجي).

إنّ الفلم الانعكاسي (Reversal film) ذا الخطوط السوداء القاتمة والدقيقة يشكل محزز حيود بسيط. ولكن محززات الحيود عمليا تكون عبارة عن أخاديد على سطحها بدلا من هذه الخطوط الداكنة. وقد تكون هذه الأخاديد إما شفافة أو عاكسة. بإمكان بعض المحززات أن تعدل طور الموجة الضوئية فقط، فضلاً عن تعديل مطالها.
والمحزز عموما هو أداة تستخدم لفصل وتفريق الضوء الي مكوناته اللونية (أو الاطوال الموجية المكونة له) وله أهمية كثيرة حيث لا غنى للعاملين في مجال علم البصريات عنه. والمحززات تكون على أنواع منها العاكس ومنها النافذ ففي النوع الأول تتفرق الأشعة إلى نفس جهة الضوء الساقط، في حين تتفرق إلى الجهة المغايرة في النوع الثاني، كما يمكن أن يصنع المحزز العاكس على شكل مقعر، ويستخدم لأغراض الإضاءة في الفنارات والمسارح وغيرها. وكان العالم الفرنسي فريسنل أول من اكتشف تلك الظاهرة.
وقد تصنع شقوق أو أخاديد المحزز على نحو متقارب جدا من بعضها البعض بحيث تكون المسافة بين شقين متتالين صغيرة جدا وقد تصل إلى 2 ميكرومتر، وأقل من ذلك في حالة الأجهزة التي تتطلب دقة عالية. يستخدم المحزز بكثرة في تجارب الحيود.
من أنواع محزوزات الحيود ما سمي محزوز النفاذ. ويصنع هذا المحزوز بعمل خدوش على زجاج منفذ للضوء في صورة خطوط رفيعة جداَ بواسطة رأس من الألماس ؛ حيث تعمل الفراغات بين خطوط الخدوش كشقوق، والنوع الأقل تكلفة من محزوزات الحيود هو المحزوز طبق الأصل أو المحزوز الغشائي ويصنع بضغط صفيحة رقيقة من البلاستيك على محزوز زجاج، والنوع الآخر هو محزوز الانعكاس ويصنع بواسطة حفر خطوط رفيعة جدأعلى سطوح طبقة معدنية أو زجاج عاكس.